# Solenopsis duboscqui
Solenopsis duboscqui es una especie de hormiga del género Solenopsis, subfamilia Myrmicinae.